# I.T.
 (novembre 2022).
Si vous disposez d'ouvrages ou d'articles de référence ou si vous connaissez des sites web de qualité traitant du thème abordé ici, merci de compléter l'article en donnant les références utiles à sa vérifiabilité et en les liant à la section « Notes et références ».
Pour les articles homonymes, voir IT.
Pour plus de détails, voir Fiche technique et Distribution.
I.T. est un thriller américain réalisé par John Moore et sorti en 2016.

## Synopsis
Mike Regan (Pierce Brosnan) est un homme qui a tout : une belle épouse, une belle fille. Mais il se retrouve dans un jeu du chat et la souris mortel quand Ed Porter (James Frecheville) commence à guetter sa fille. Ce dernier utilise la technologie pour menacer sa famille, son entreprise et sa vie.

## Fiche technique
- Titre original : I.T.
- Réalisation : John Moore
- Scénario : Dan Kay et William Wisher Jr.
- Photographie : Ekkehart Pollack
- Décors : Tamara Conboy
- Costumes : Driscoll Calder
- Montage : Ivan Andrijanic
- Musique : Tim Williams
- Production : Nicolas Chartier, Craig J. Flores, David T. Friendly et Beau St. Clair
- Sociétés de production : Voltage Films, Friendly Films, Irish DreamTime
- Sociétés de distribution :  : RLJ Entertainment,  France : TF1 Distribution
- Pays d’origine :  États-Unis
- Langue originale : anglais
- Durée : 95 minutes
- Genre : Thriller
- Dates de sortie : 
  - États-Unis : 23 septembre 2016
  - France : 10 novembre 2016 (en vidéo à la demande)

## Distribution
- Pierce Brosnan (VF : Bernard Lanneau ; VQ : Daniel Picard) : Mike Regan
- James Frecheville (VF : Damien Ferrette) : Ed Porter
- Anna Friel (VF : Julie Dumas) : Rose Regan
- Stefanie Scott (VF : Alexia Papineschi) : Kaitlyn Regan
- Michael Nyqvist (VF : Gabriel Le Doze) : Henrik
- Clare-Hope Ashitey (VF : Juliette Poissonnier) : Joan
- Jason Barry (VQ : Antoine Durand) : Patrick
- Adam Fergus (VF : Sébastien Desjours) : Sullivan

 Source et légende : version française (VF) sur RS Doublage